# Sputnici
Sputnici byla česká rock 'n' rollová hudební skupina, která působila v Československu v letech 1959–1963 (1964). Jejím základem byli spolužáci z jedenáctiletky a jejich kamarádi, všichni z pražských Vinohrad, kteří se s pozdějším označením Předsputnici poprvé dali dohromady na letní chmelové brigádě v roce 1958.

## Název
Sputnici si příznačně pro svou dobu a Československou republiku zvolili název podle sovětského Sputniku, první umělé družice Země. Sputnici je odvozené pozdější označení, jímž se nežádoucí prosovětské konotace snažili otupit a převést do smyslu českého výrazu "souputníci". 

## Historie a zaměření skupiny
Sputnici byli první československou rock 'n' rollovou skupinou, která veřejně vystupovala v klasickém obsazení (kytary, klavír, basa, bicí, saxofon, sólový zpěv a smíšený vokální sbor). Začala nejen s rockem v Československu, ale od počátku i s vlastními texty i skladbami. Od prvního jevištního koncertu se vedle hudby věnovali i přednesu vlastních povídek a prvkům známým z [divadel] malých forem.
Sound skupiny byl založen na spojení zvuku akustické a elektrické kytary s typickou barvou ioniky (elektrofonického klávesového nástroje východoněmecké výroby) a na kombinaci chlapeckých a dívčích hlasů. Důležitou roli hrály české texty na převzaté melodie, odposlouchané často z Radia Luxembourg, od nichž byl už jen krůček k vlastní písňové tvorbě.

## Činnost skupiny
Veřejné vystupování zahájili v říjnu 1959 ve složení:
- Tomislav Vašíček – zpěv, kytara, šéf (14. jedenáctiletá střední škola)
- Karel Hlavatý – klavír (14. JSŠ)
- Boleslav Halpern – bicí (14. JSŠ)
- Petr Janda – elektrická kytara
- Jiří Janda – saxofon, klarinet
- Jiří Koníček – basa
- Zdeněk Leiš – zpěv, kytara (14. JSŠ)
- Eduard Krečmar – zpěv, textař (14. JSŠ)
- Taťána Němcová – zpěv
- Naděžda Němcová – zpěv
- Helena Zoubková – zpěv (14. JSŠ)
- Ivan Jonáš – průvodní slovo (14. JSŠ)
- Jiří Klíma – průvodní slovo (14. JSŠ)

Později přišel např. Viktor Sodoma nebo Jan Antonín Pacák.
Ovlivnili řadu dalších českých beatových souborů a odstartovali kariéru kytaristy Petra Jandy, textaře Eduarda Krečmara a pozdějšího jazzového hudebníka Jiřího Stivína.
Po vrcholném bodě kariéry Sputniků, jímž byl rok 1962 s pořadem Skála a rohlík a vystoupením v Lucerně, začalo stále více převládat propojení pořadů s divadelními scénkami. V září 1962 přišli do souboru noví hudebníci a zpěvačky, postupně došlo ke sporům i mezi členy základní sestavy. Na konci roku opustili skupinu Petr Janda, Jan Obermayer a sestry Němcovy. Po dalších změnách v souboru znamenala v červnu 1963 derniéra úspěšného pořadu Jak se dělá jaro (režie Ivo Paukert) konec prvotního směřování.
Od října 1959 do června 1963 měli Sputnici 115 vystoupení (22 premiér jevištních pořadů, koncerty, hraní k tanci atd.). V silně pozměněné a redukované sestavě hráli ještě v druhé polovině roku 1963 a během roku 1964 se aktivity skupiny rozplynuly. Členové skupiny se názorově rozešli a rozptýlili na divadelníky, muzikanty a jiné profesionály, po roce 1968 někteří emigrovali do Německa, Ameriky či Austrálie.

## Současnost
- Sputnici se 14. září 2009 sešli v Kulturním domě Barikádníků v pražských Strašnicích k oslavě 50. výročí československého rokenrolu. Zároveň pokřtili svou knihu a dvojalbum s více než šedesáti hity ze sputnických koncertů.
- Ze Sputniků jsou ve svém oboru do současnosti (2012) stále činní a známí např. Petr Janda, Jiří Stivín, Jan Obermayer, Viktor Sodoma; do svého předčasného úmrtí také Eduard Krečmar, Jan Reiner, Jan Antonín Pacák a Pavel Vrba.

## Populární písničky
- Šťastná ústa (hudba John Leiber, text Eduard Krečmar)

## Zajímavosti
- Po celou dobu existence kapely ve skupině působily vedle hochů i dívky.
- V někdejší Československé televizi skupina poprvé živě vystupovala 18. května 1960 v pořadu Zvědavá kamera.
- V polovině roku 1960 bylo Sputnikům zakázáno vystupování jako důsledek sestřelení amerického špionážního letadla U-2 (pilot F. G. Powers) nad územím SSSR.
- Kapela se profesionalizovala v roce 1961 v prosinci, zkoušky tehdy skládala i folková skupina Spirituál kvintet.
- 8. dubna 1961 bylo vystoupení zakázáno cenzurou[2]
- Pravděpodobně šlo o první hudební skupinu, která v někdejším Československu použila termín big beat (14. dubna 1961 v pořadu Písničky a Big Beat).
- 30. září 1961 účinkovali Sputnici podruhé živě v Československé televizi v pořadu Podzimní magazín s písní Jsem povděčen.
- 18. května 1962 měla skupina samostatné vystoupení ve vyprodaném velkém sálu pražské Lucerny.